# Prêmio Mídia Esporte de Jornalismo Esportivo
Prêmio Mídia Esporte de Jornalismo Esportivo é um prêmio anual de jornalismo esportivo brasileiro, que teve sua primeira edição em 2009. É promovido pelo blog Mídia Esporte, de Otto Rezende.

## Vencedores

### 2009
- Narrador de TV Aberta - André Henning (Esporte Interativo)
- Comentarista de TV Aberta - Vitor Sérgio Rodrigues (Esporte Interativo)
- Apresentador de TV Aberta - Tiago Leifert (Globo)
- Repórter de TV Aberta - Fernando Fernandes (Band)
- Programa de TV Aberta - Globo Esporte (Globo)
- Equipe Esportiva de TV Aberta - Rede Globo
- Promessa do Ano (TV Aberta) - Flávia Noronha (RedeTV!)
- Narrador de TV Fechada - Milton Leite (SporTV)
- Comentarista de TV Fechada - Paulo Vinícius Coelho (ESPN)
- Apresentador de TV Fechada - Luiz Carlos Júnior (SporTV)
- Programa de TV Fechada - Sportscenter (ESPN)
- Equipe Esportiva de TV Fechada - ESPN
- Promessa do Ano (TV Fechada) - André Rizek (SporTV)
- Revelação do Ano - Tiago Leifert (Globo)
- Jornalista Esportivo do Ano (Prêmio Mídia Esporte) - André Henning (Esporte Interativo)

### 2010
- Narrador de TV Aberta - André Henning (Esporte Interativo)
- Comentarista de TV Aberta - Vitor Sérgio Rodrigues (Esporte Interativo)
- Jornalista de TV Aberta - Tiago Leifert (Globo)
- Narrador de TV Fechada - Milton Leite (SporTV)
- Comentarista de TV Fechada - Paulo Vinícius Coelho (ESPN)
- Jornalista de TV Fechada - Juca Kfouri (ESPN)
- Narrador de Rádio - José Silvério (Bandeirantes-SP)
- Comentarista de Rádio - Mauro Beting (Bandeirantes-SP)
- Jornalista de Rádio - Milton Neves (Bandeirantes-SP)
- Jornalista Esportivo do Ano (Prêmio Mídia Esporte) - André Henning (Esporte Interativo)

### 2011
- Miss Mídia Esporte (A Mais Bela) - Paloma Tocci (RedeTV)
- Repórter/Colunista de Mídia Impressa/Internet - Mauro Beting (Lance e Yahoo)
- Apresentador de rádio - Milton Neves (Bandeirantes-São Paulo)
- Comentarista de Rádio - Mauro Beting (Bandeirantes-São Paulo)
- Repórter de Rádio - Leandro Quesada (Bandeirantes-São Paulo)
- Narrador de Rádio - Rafael Araldi (Rádio Regional FM - Florianópolis)[4]
- Apresentador de TV Fechada - Fernanda Gentil (Sportv)
- Comentarista de TV Fechada - Paulo Vinicius Coelho (ESPN)
- Repórter de TV Fechada - Eduarda Streb (Sportv)
- Narrador de TV Fechada - Milton Leite (Sportv/PFC)
- Apresentador de TV Aberta - Tiago Leifert (Globo).
- Narrador de TV Aberta - André Henning (Esporte Interativo)
- Comentarista de TV Aberta - Vitor Sérgio Rodrigues (Esporte Interativo)
- Repórter de TV Aberta - Fernando Fernandes (Band)
- Jornalista Esportivo do Ano (Prêmio Mídia Esporte) - Milton Leite (Sportv/PFC)

### 2014
- Jornalista Esportivo do Ano (Prêmio Mídia Esporte) - André Henning (Esporte Interativo)
- Narrador de TV Aberta - André Henning (Esporte Interativo)
- Comentarista de TV Aberta - Caio Ribeiro (Globo)
- Repórter de TV Aberta - Monique Danello (Esporte Interativo)
- Apresentador de TV Aberta - Milton Neves (Band)
- Programa de TV Aberta - Jogando em casa (Esporte Interativo)
- Narrador de TV Fechada - Paulo Andrade (ESPN Brasil)
- Comentarista de TV Fechada - Mauro Beting (Fox Sports)
- Repórter de TV Fechada - Victorino Chermont (Fox Sports)
- Apresentador de TV Fechada - André Rizek (SporTV)
- Programa de TV Fechada - Bate-Bola (ESPN Brasil)
- Narrador de Rádio - José Silvério (Bandeirantes-SP)
- Comentarista de Rádio - Mauro Beting (Bandeirantes-São Paulo)
- Repórter de Rádio - Leandro Quesada (Bandeirantes-São Paulo)
- Apresentador de rádio - Milton Neves (Bandeirantes-São Paulo)
- Programa de rádio - Terceiro Tempo (Bandeirantes-SP)
- Blog esportivo - Blog de Mauro Cezar Pereira
- Site esportivo - Portal Esporte Interativo
- Revista/Jornal Esportes - Revista Placar[5]